# 彭切什蒂鄉 (巴克烏縣)
46°20′N 27°5′E / 46.333°N 27.083°E
彭切什蒂鄉（羅馬尼亞語：Comuna Pâncești, Bacău），是羅馬尼亞的鄉份，位於該國東北部，由巴克烏縣負責管轄，面積70平方公里，海拔高度208米，2007年人口4,353，人口密度每平方公里62人。